# Permuta

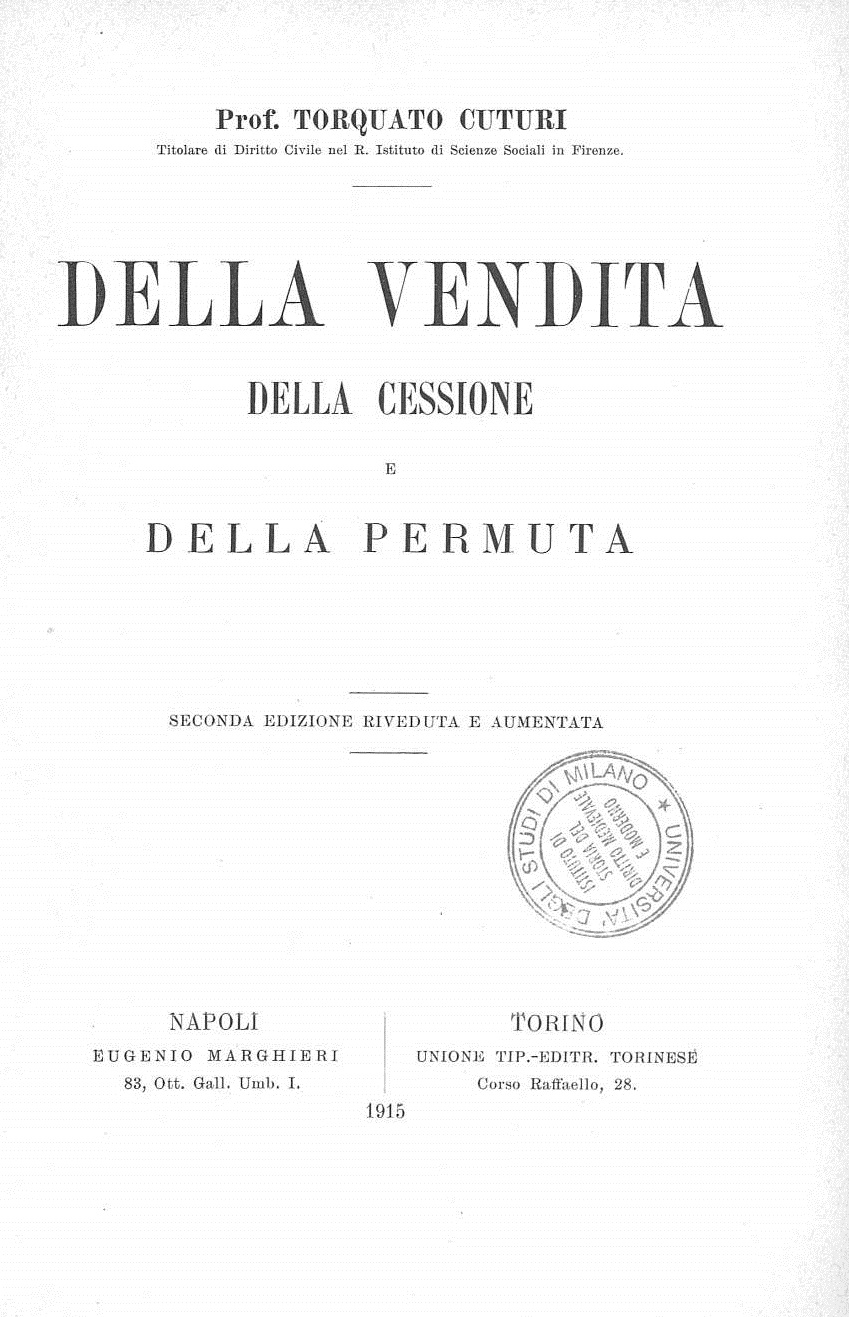
Torquato Cuturi, Della vendita, della cessione e della permuta, 1915

In diritto, la permuta è il contratto che ha per oggetto il reciproco trasferimento della proprietà di cose, o di altri diritti, da un  contraente all'altro. (art. 1552 Cod.Civ.)
Sebbene si applichino, in quanto compatibili, le norme stabilite per la vendita (art. 1555 Cod.Civ.), la permuta differisce da quest'ultima in quanto lo scambio non avviene verso il corrispettivo di un prezzo, ma tramite il reciproco trasferimento della proprietà di cose o della titolarità di altri diritti.
La permuta deriva dal baratto, da cui differisce perché nella permuta, qualora il valore economico degli oggetti dovesse essere impari, può essere aggiunta allo scambio una differenza in denaro.

## Responsabilità dei contraenti
Tranne le norme generali, che richiamano la disciplina della vendita, la permuta è regolata in particolare in tema di evizione e di spese a carico dei contraenti.
Circa la garanzia per evizione il legislatore riconosce al permutante il diritto di chiedere la risoluzione del contratto ed il risarcimento del danno (ex art. 1479 c.c.) quando deve ritenersi che egli non avrebbe accettato la cosa in permuta senza quella parte della quale è stato evitto.
Qualora invece, il permutante evitto preferisca mantenere fermo il contratto, avrà diritto al pagamento del valore della cosa al momento in cui fu pronunziata l'evizione, tenuto conto dei miglioramenti e dei deterioramenti (mentre non è dovuto il rimborso delle spese del contratto), nonché al risarcimento del danno.
Infine, salvo patto contrario, le spese della permuta e le altre accessorie sono a carico di entrambi i contraenti in parti uguali, a differenza della vendita in cui, sempre salvo patto contrario, sono a carico del compratore. (art. 1554 Cod.Civ.)